# 国立長寿医療研究センター
国立研究開発法人国立長寿医療研究センター（こくりつちょうじゅいりょうけんきゅうセンター）は、愛知県大府市に設置されている日本の厚生労働省所管の国立研究開発法人（国立高度専門医療研究センター）である。

## 概要
2004年（平成16年）3月1日に、長寿医療を扱う6番目のナショナルセンターとして、旧：国立療養所中部病院の地に国立長寿医療センターとして設立、2010年（平成22年）に独立行政法人に移行した。
高度専門医療に関する研究等を行う独立行政法人に関する法律第3条第6項により、加齢に伴う疾患の調査、研究、技術の開発、医療の提供、技術者の研修などを行うことを目的とする。
愛知県の認知症対策「あいちオレンジタウン構想」に位置づけられるなど、地元自治体とも連携している。

## 沿革
- 1966年（昭和41年）4月 - 旧：国立愛知療養所（1938年（昭和13年）12月創設）と旧：国立療養所大府荘（1939年（昭和14年）6月創設）を統合、国立療養所中部病院として発足。
- 2004年（平成16年）3月1日 - 国立長寿医療センターとして発足。
- 2010年（平成22年）
  - 4月1日 - 独立行政法人に移行し、国立長寿医療研究センターとなる。
  - 9月 - 愛知県初の認知症疾患医療センター（もの忘れセンター）を開設[2]。
- 2012年（平成24年）7月29日 - 国立長寿医療研究センター「健康増進・老年病予防センター」をリソラ大府ショッピングテラス内に開設[3]。
- 2015年（平成27年）4月1日 - 国立研究開発法人へ移行し、国立研究開発法人国立長寿医療研究センターに改称。
- 2018年（平成30年）2月14日 - ロコモフレイルセンターや感覚器センターが入る新外来棟をオープン[4]。

## 組織

### 病院
- 外来診療部
- 先端医療部
- 機能回復診療部
- 包括診療部
- 手術･集中医療部
- 放射線診療部
- 臨床検査部
- 栄養管理部
- 臨床情報・リスクマネージメント室
- 治験管理室
- 薬剤部
- 看護部

### 研究所
- 老化機構研究部
- 老化制御研究部
- 長寿脳科学研究部
- アルツハイマー病研究部
- 血管性認知症研究部
- 運動器疾患研究部
- 再生再建医学研究部
- 疫学研究部
- 老年病研究部
- 口腔疾患研究部
- 生活機能賦活研究部
- 長寿医療工学研究部
- 長寿政策･在宅医療研究部
- 加齢動物育成室
- 実験動物管理室
- ラジオアイソトープ管理室
- 遺伝子蛋白質解析室
- フレイル研究部
- 研究資源有効利用室
- 代謝・内分泌研究部

## 交通アクセス
- JR東海道本線・武豊線 大府駅より知多バス：大府循環線で「長寿医療センター」停留所下車。
- 大府市内より大府市循環バス：西（旧：中央西）コース・南（旧：西）コースで「長寿医療センター」停留所下車。
- 東浦町内より東浦町運行バス：長寿線で「長寿医療センター」停留所下車。

## 関係者
- 勝沼六郎 初代病院長（国立療養所中部病院）